# Fosso del Mulino
Il Fosso del Mulino, conosciuto anche come "Canale Demaniale di Ripafratta" o "Fosso Macinante" è un canale artificiale che origina dal fiume Serchio poco fuori dall'abitato di Ripafratta e sfocia nell'Arno a Pisa dopo circa 12 km presso il Ponte della Fortezza.

## Storia

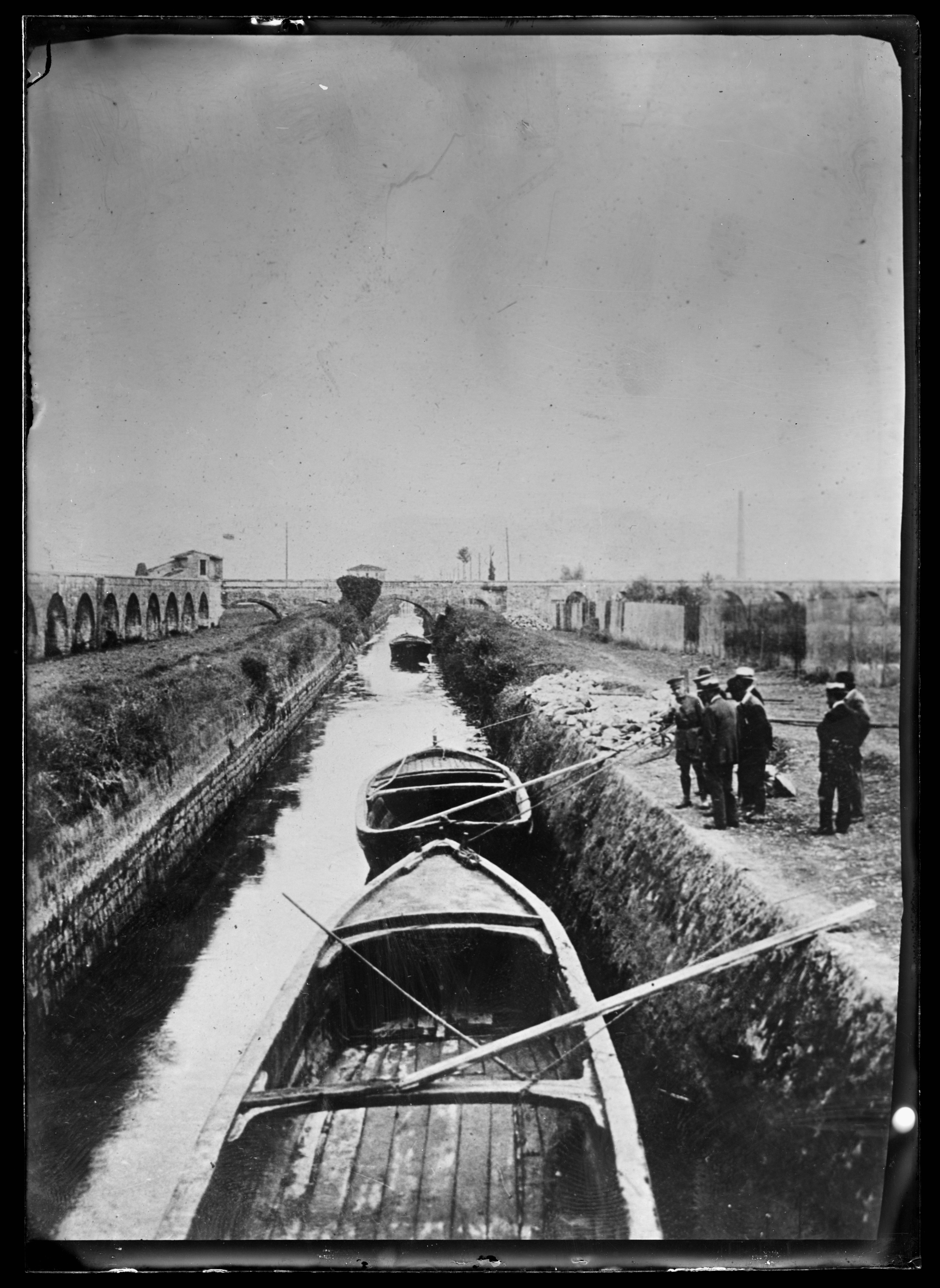
Barchette ormeggiate presso il fosso del Mulino nel 1918, sulla sinistra si intravede l'acquedotto Mediceo che costeggia Via Angelo Battelli

Originariamente il Fosso del Mulino collegava Pisa a San Giuliano Terme, essendo stato scavato nel X secolo facendo confluire le acque del vicino Canale Ozzeri (tratto rimasto del fiume Auser) per trasportare facilmente i marmi dalle varie cave del Monte Pisano a Pisa per la costruzione di vari edifici tra cui quelli di Piazza del Duomo e le Mura di Pisa. Le pietre, tramite il Porto Pisano, venivano anche esportate in tutta Italia.
Fu grazie al duca Cosimo I che nel 1568 iniziarono i lavori frutto del progetto di Lorenzo degli Albizzi per il prolungamento del canale verso Ripafratta. Il nuovo percorso consisteva nella captazione delle acque del Serchio presso Ripafratta per continuare in tunnel sotto l'abitato del paese dove erano presenti gli scali e vari mulini con l'accesso dagli scantinati delle abitazioni. Il tunnel è ancora presente e il settecentesco molino Grassotti di Ripafratta, anche se convertito in attività commerciale, ha ancora un accesso sotterraneo al Fosso. Fu da allora che il canale prese il toponimo attuale in quanto lungo il suo percorso azionava vari mulini adibiti alla macina del grano e alla spremitura delle olive.
Alla fine del suo percorso, poco prima di sfociare in Arno, era presente un mulino, distrutto dai bombardamenti della seconda guerra mondiale, che sfruttava proprio le acque del canale.

## Percorso
Captate le acqua del fiume Serchio a Ripafratta, muoveva prima il mulino Grassotti e successivamente, uscito dal tunnel sotterraneo, il Fosso passa sotto il ponte della ferrovia Lucca-Pisa (costruito nel 1846), quindi il percorso continua costeggiando le pendici del Monte Pisano toccando i centri abitati di Molina di Quosa, Rigoli, Pappiana e Orzignano. Arrivato a San Giuliano Terme il Fosso curva verso sud costeggiando la strada statale 12 dell'Abetone e del Brennero, passa sopra al fiume Morto presso la località La Figuretta e arriva nel centro abitato di Pisa.
Arrivato a Pisa il fosso prosegue dritto lungo Via Battelli, quindi incontra l'acquedotto mediceo e lo costeggia fino alle mura urbane. Qui parte delle sue acque vengono convogliate in un bacino in piazza delle Gondole, usato anticamente come porto di attacco dei "gondolini" che garantivano collegamenti con San Giuliano Terme. A lato del bacino invece un'altra parte delle acque veniva anticamente usata per muovere la ruota di un mulino. Da lì entrambi i flussi confluivano nuovamente in un canale proseguendo sul retro dei palazzi di Via Santa Marta. Arrivato all'altezza di via Garibaldi, dopo un ponticello arrivava in Piazza San Silvestro dove in passato erano presenti alcuni lavatoi pubblici, coperti nel 1839. Oggi dopo il percorso sotterraneo sotto parte di Piazza San Silvestro, il Fosso del Mulino sfocia nel fiume Arno presso il Ponte della Fortezza.
Il dislivello totale dall'opera di presa sul fiume Serchio alle mura di Pisa è di 4,38 m.

## Galleria d'immagini

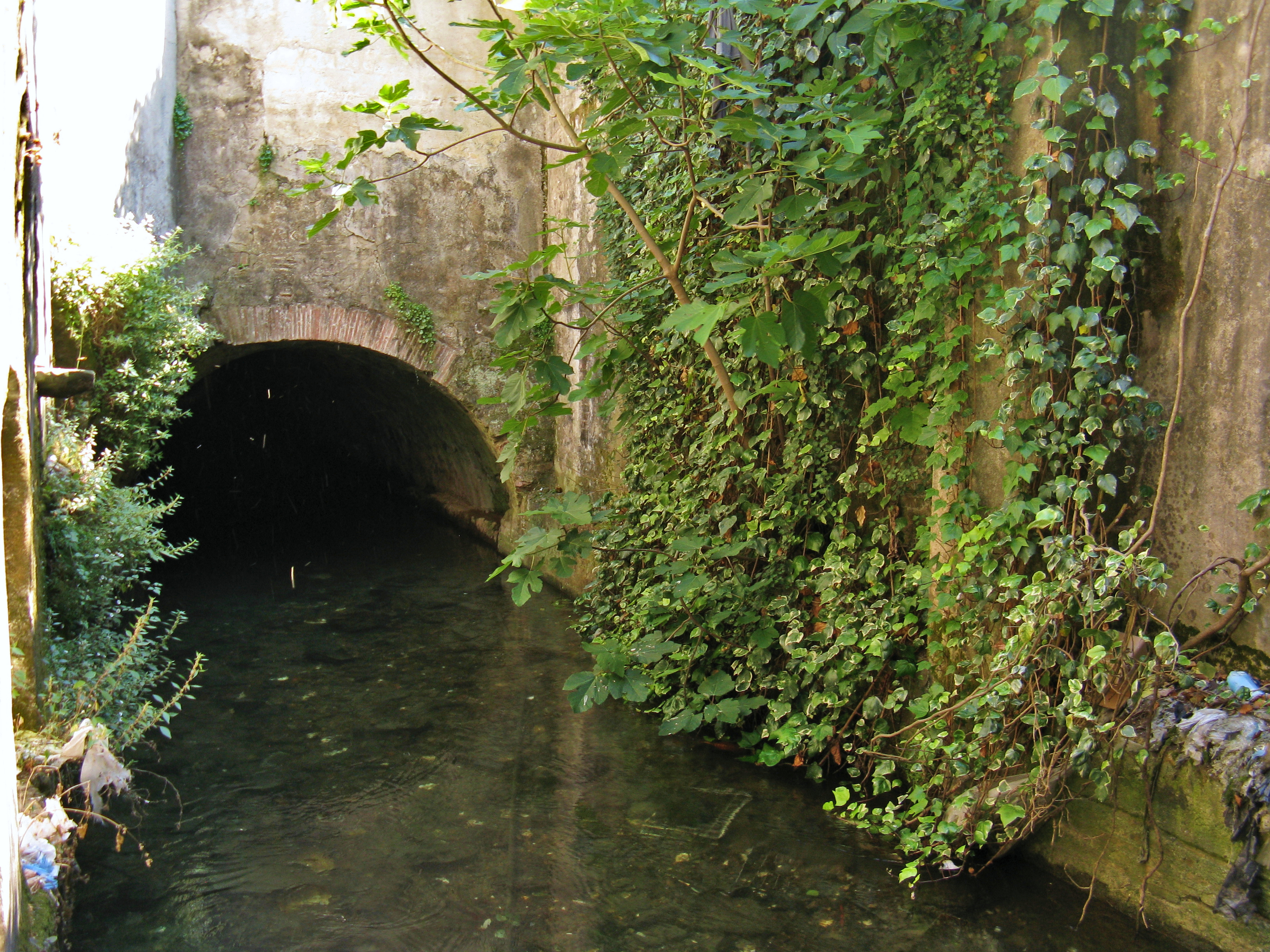
Il tratto iniziale in tunnel a Ripafratta, lato a valle.
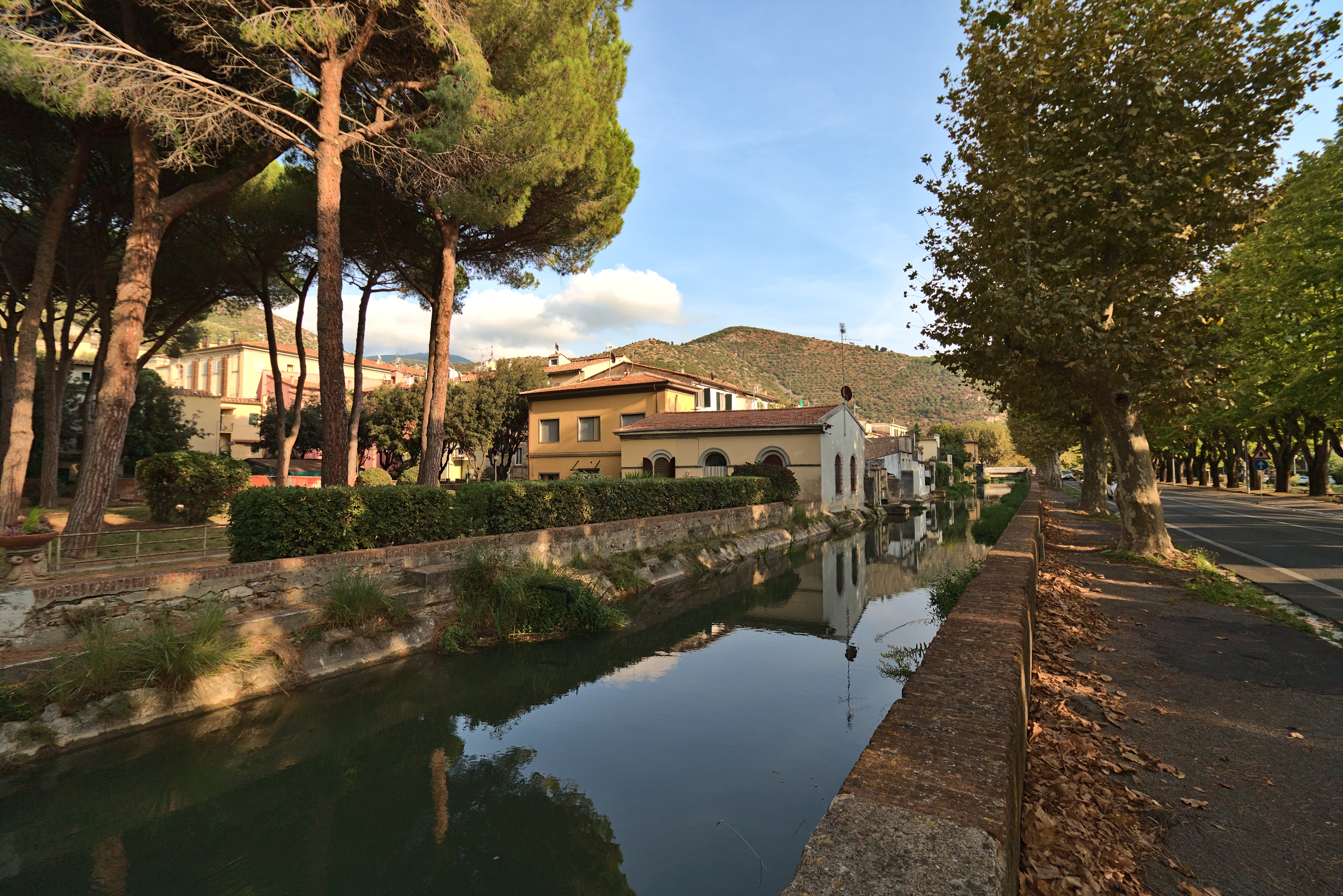
Il Fosso presso San Giuliano Terme
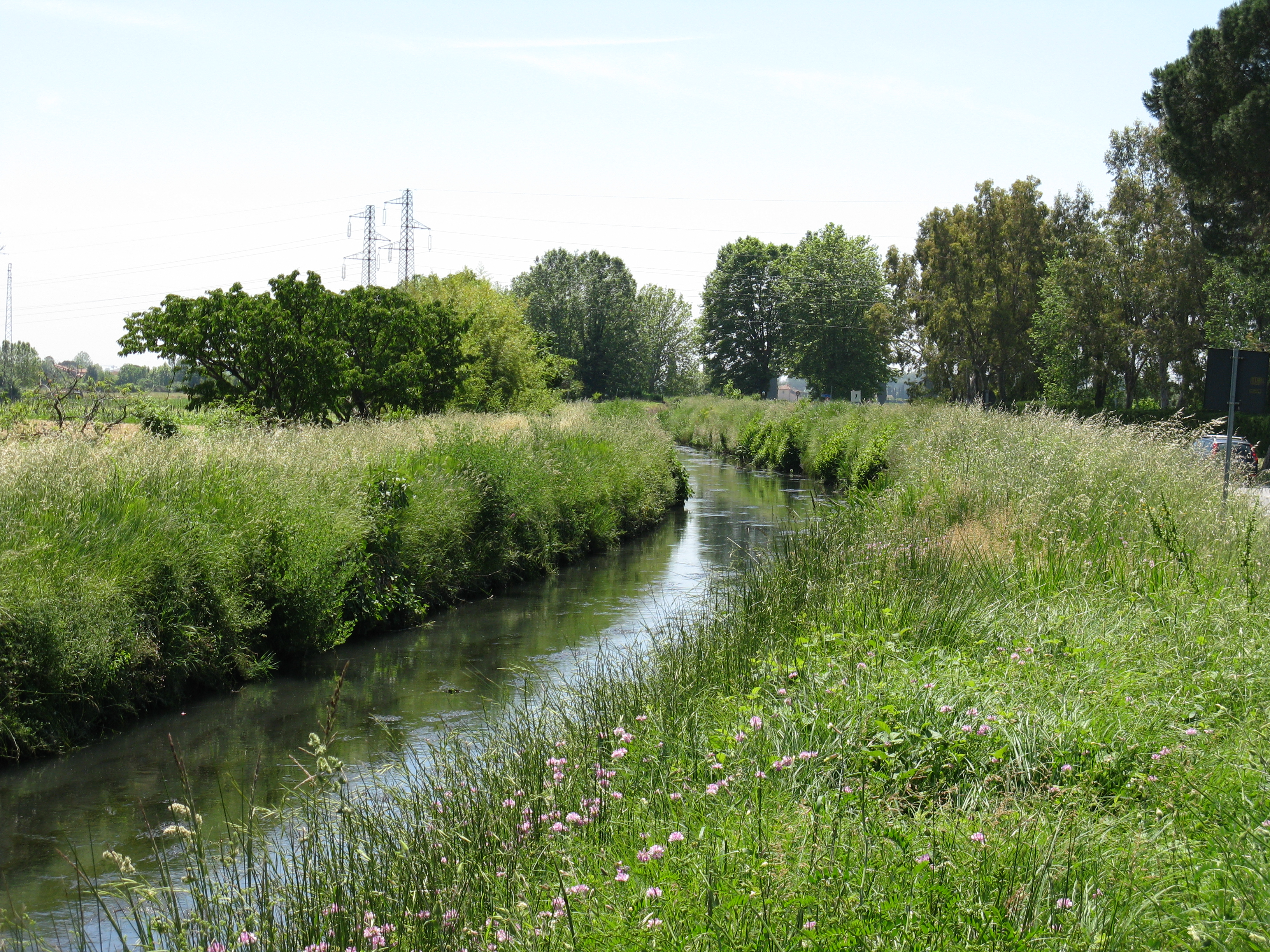
Tratto del Fosso lungo la strada SS12 poco dopo San Giuliano Terme
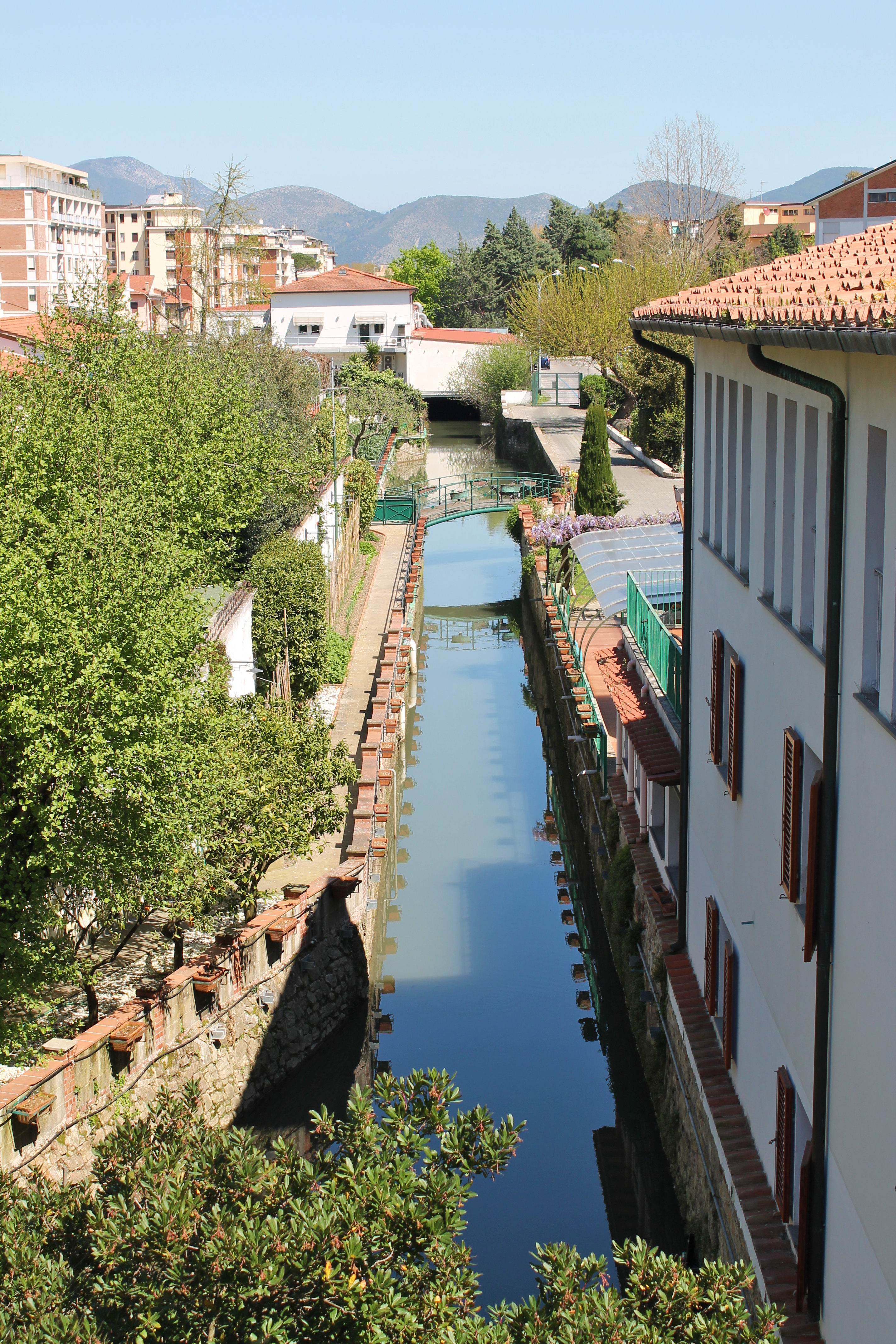
La parte terminale del Fosso, visto dalle Mura, subito prima dell'immissione in Piazza delle Gondole
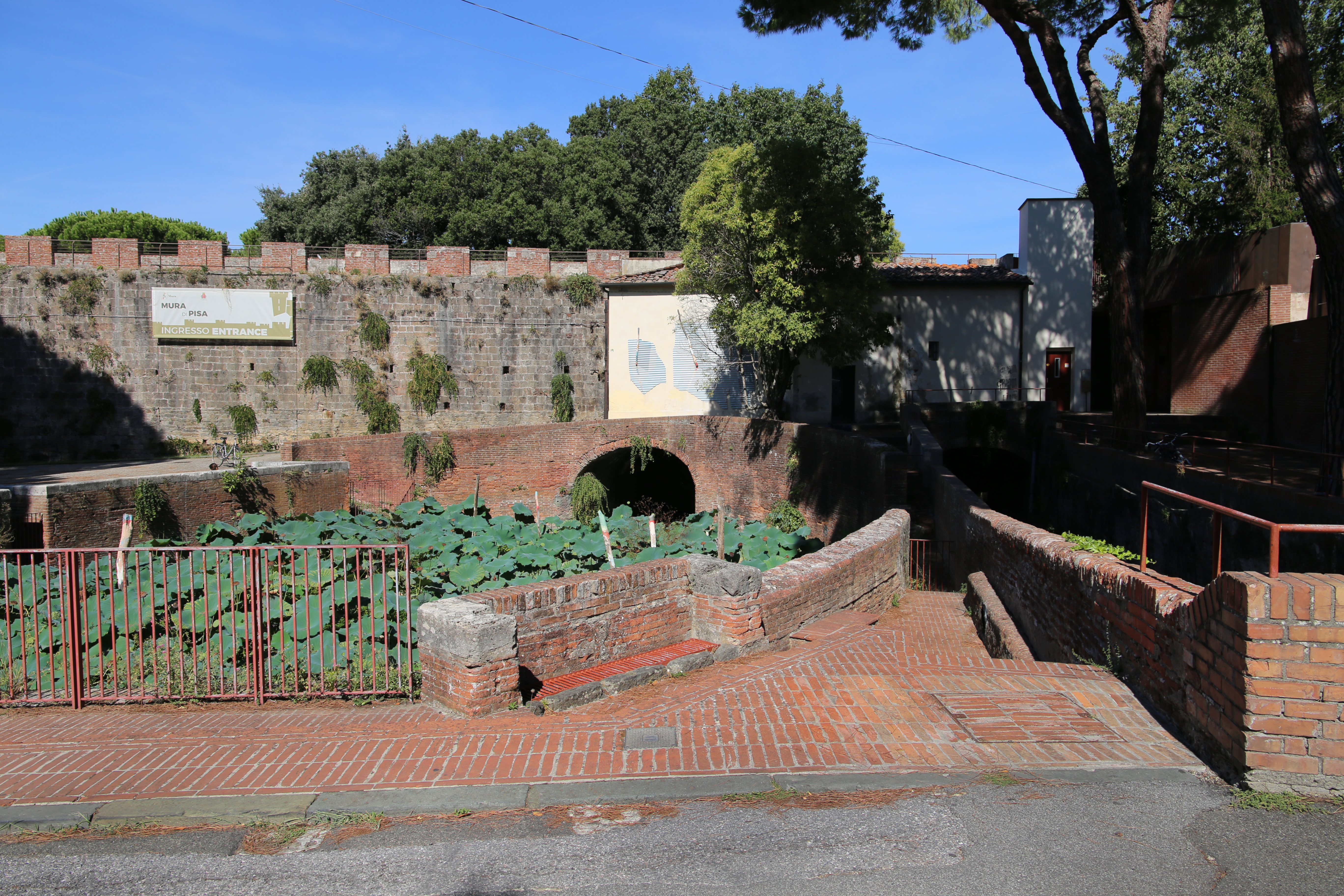
Il Porto delle Gondole, dentro le Mura